# SC 파더보른 07
SC 파더보른 07(SC Paderborn 07)은 독일 노르트라인베스트팔렌주 파더보른의 축구 클럽으로, 현재 2. 분데스리가에서 활동하고 있다. 파더보른은 2014년 5월 11일, 알렌과의 경기에서 2:1로 승리하면서 팀 역사상 최초로 분데스리가에서 뛰게 되었고 시즌 초반에 잠시 돌풍을 일으켰으나 2014-15 시즌에 18위를 기록하면서 다시 2 분데스리가로 되돌아가게 되었다. 그리고 2015-16 시즌에도 18위를 기록하여 또 강등하게 되었다. 하지만 팀은 2017-18시즌 3 리가 2위,2018-19 시즌 2 분데스리가 2위를 차지하여 분데스리가 승격에 성공하였으나 리그 최하위로 한 시즌만에 강등되었다.

## 선수 명단

### 현역
참고: FIFA 자격 규정에 따라 소속된 국가대표팀 국기를 표시합니다. 선수는 복수의 FIFA 비회원국 국적을 가지고 있을 수 있습니다.
| 번호 | 포지션 | 국적 | 이름                |
| ---- | ------ | ---- | ------------------- |
| 5    | MF     |      | 산티아고 카스타녜다 |

| 번호 | 포지션 | 국적 | 이름            |
| ---- | ------ | ---- | --------------- |
| 24   | MF     |      | 카스페르 테르호 |

## 역대 감독
| 감독          | 임기        |
| ------------- | ----------- |
| 요스 뤼휘카이 | 2005 ~ 2006 |
| 로거 슈미트   | 2011 ~ 2012 |